# Helly Hansen
Helly Hansen ASA er et internationalt tekstilindustriselskab med hovedkontor i Moss i Norge. Selskabet blev grundlagt i 1877 af sømanden Helly Juell Hansen under navnet Helly J. Hansens Oljeklædefabrik, og var i Helly-Hansen-familiens eje frem til 1970'erne, hvor selskabet blev solgt.